# Роялист
Рояли́стът е поддръжник на определена коронована династия или особа, като част от монархическата форма на държавна власт, и често не съвсем коректно се употребява като синоним на монархист. В по-тесен смисъл под „роялисти“ може да се имат предвид представители на следните политически движения:
1. Поддръжници на крал Чарлз I в периода на Английската революция през 17 век („кавалери“);
2. Поддръжници на династията на Бурбоните в периода на Великата френска революция и последвалата я Реставрация;
3. Поддръжници на крал Фердинанд VII в периода на войната за независимост на испанските колонии в Латинска Америка.